# Halber Mensch
Halber Mensch – trzeci album (lp) niemieckiej awangardowo-eksperymentalnej grupy Einstürzende Neubauten, wydany w 1985 roku.

## Utwory
1. Halber Mensch -	4:10
2. Yü-Gung 	- 7:13
3. Trinklied	 - 1:15
4. Z.N.S.	- 5:39
5. Seele brennt	- 4:05
6. Sehnsucht (zitternd)	- 2:55
7. Der Tod ist ein Dandy	- 6:45
8. Letztes Biest (am Himmel)	- 3:21

### Utwory dodatkowe
- Sand	- 3:29
- Yü-Gung (Adrian Sherwood mix)	- 7:29
- Das Schaben	- 9:12

## Skład
- Blixa Bargeld
- N.U. Unruh
- Alexander Hacke
- Marc Chung
- F.M. Einheit